# Heiterberg
Der Heiterberg ist ein 2188 m ü. A. hoher Berg in den Walsertaler Bergen (Allgäuer Alpen). Er liegt im Kleinwalsertal in dem Bergzug, der die Ortschaft Baad im Westen begrenzt. Südöstlich des Heiterberges liegt die Höferspitze und nördlich der Üntschenpass.

Mittelberg (1965); hinten der Doppelgipfel des Heiterbergs mit dem Kamm des Weißen Schrofen links

## Besteigung
Auf den Heiterberg führen keine markierten Wege. Alle Anstiege erfordern Bergerfahrung und Trittsicherheit im weglosen Schrofengelände (Schwierigkeit II+).